# 华大街道 (泉州市)
华大街道是中华人民共和国福建省泉州市丰泽区下辖的一个街道。

## 行政区划
华大街道办事处驻华城社区华园北路662号。华大街道共辖10个社区，分别是：
华大社区、华城社区、地质社区、城东社区、南埔社区、新铺社区、法花美社区、新前社区、西福社区、泉铁社区。

## 華僑大學
華僑大學坐落於華大社區。
1. ↑  正式批复！泉州丰泽区东海、城东、华大街道行政区划最新调整